# تي في آر شيمايرا
تي في آر شيمايرا  (بالإنجليزية: TVR Chimaera)‏ هي سيارة من تصنيع شركة تي في آر.